# Ted Caplan
Ted Caplan ist ein US-amerikanischer Geräuschemacher, Toningenieur und Autor.

## Karriere
Caplan begann seine Karriere 1993 mit dem Kurzfilm Something Different... Danach arbeitete er hauptsächlich als Foley Editor an Hollywoodproduktionen. Nach über 50 Filmen wechselte er ab From Within in die Musikredaktion. Seit 2005 und Walk the Line arbeitet er regelmäßig mit Regisseur James Mangold. Im Jahr 2020 veröffentlichte er mit Jenni Hendriks die Romane Save Steve und Unpregnant. Beide Bücher erschienen 2021 auf Deutsch. Außerdem wurde Unpregnant von Regisseurin Rachel Lee Goldenberg verfilmt. Im Jahr 2024 arbeitete Caplan an Like A Complete Unknown von James Mangold, wofür er bei der Oscarverleihung 2025 zusammen mit Tod A. Maitland, Donald Sylvester, Paul Massey und David Giammarco in der Kategorie Bester Ton nominiert wurde.

## Werke

### Filmografie (Auswahl)
Geräuschemacher (Foley Editor)
- 1993: Something Different... (Kurzfilm)
- 1996: Dunston – Allein im Hotel
- 1996: Mission: Rohr frei!
- 1996: Great with Hype – Eine K.O.mödie
- 1996: Außer Kontrolle
- 1996: Extrem … mit allen Mitteln
- 1996: Versprochen ist versprochen
- 1997: Star Maps
- 1997: Tango gefällig?
- 1997: Alien – Die Wiedergeburt
- 1998: Akte X – Der Film
- 1998: Dr. Dolittle
- 1998: Stella’s Groove: Männer sind die halbe Miete
- 1999: Brokedown Palace
- 1999: Anna und der König
- 2000: Supernova
- 2000: Sunset Strip
- 2001: Zickenterror – Der Teufel ist eine Frau
- 2001: Planet der Affen
- 2001: From Hell
- 2002: Meine ersten zwanzig Millionen
- 2002: Like Mike
- 2003: Daredevil
- 2003: Unzertrennlich
- 2005: Walk the Line
- 2006: Apocalypto
- 2007: Fantastic Four: Rise of the Silver Surfer
- 2007: Hairspray
- 2007: Todeszug nach Yuma
- 2008: From Within
- 2009: Die Noobs – Klein aber gemein

Musikredakteur
- 2008: From Within
- 2010: Knight and Day
- 2013: Stoker
- 2013: The East
- 2013: Wolverine: Weg des Kriegers
- 2014: The Drop – Bargeld
- 2014: Maze Runner – Die Auserwählten im Labyrinth
- 2015: True Story – Spiel um Macht
- 2015: Kein Ort ohne dich
- 2015: Hitman: Agent 47
- 2015: Die Peanuts – Der Film
- 2016: Deadpool
- 2017: Logan – The Wolverine
- 2017: Greatest Showman
- 2018: Deadpool 2
- 2018: Can You Ever Forgive Me?
- 2018: The Hate U Give
- 2019: Le Mans 66 – Gegen jede Chance
- 2020: The New Mutants
- 2021: The Eyes of Tammy Faye
- 2023: Indiana Jones und das Rad des Schicksals
- 2023: Vacation Friends 2
- 2024: Planet der Affen: New Kingdom
- 2024: Like A Complete Unknown

### Bücher
- Mit Jenni Hendriks: Save Steve. Harper Collins, 2020, ISBN 978-0062876270.
  - Rettet Steve! ...und die Welt. Fischer FJB, 2021, ISBN 978-3841421715.
- Mit Jenni Hendriks: Unpregnant. The choice was just the beginning... Scholastic UK, 2020, ISBN 978-1912626168.
  - Unpregnant. Der Trip unseres Lebens. Fischer FJB, 2021, ISBN 978-3841440334.

## Auszeichnungen (Auswahl)
- 2002: Golden-Reel-Award-Nominierung in der Kategorie Bester Tonschnitt für Planet der Affen
- 2008: Golden-Reel-Award-Nominierung in der Kategorie Bester Tonschnitt für Todeszug nach Yuma
- 2016: Golden-Reel-Award-Nominierung in der Kategorie Bester Tonschnitt für Die Peanuts – Der Film
- 2018: Golden Reel Award in der Kategorie Bester Tonschnitt für Greatest Showman
- 2020: GMS-Award-Nominierung in der Kategorie Beste Musiksupervision für Le Mans 66 – Gegen jede Chance
- 2025: Golden-Reel-Award-Nominierung in der Kategorie Bester Musikschnitt für Like A Complete Unknown
- 2025: Satellite-Awards-Nominierung in der Kategorie Bester Ton für Like A Complete Unknown
- 2025: Oscar-Nominierung in der Kategorie Bester Ton für Like A Complete Unknown